# Ulhas (fleuve)
Pour les articles homonymes, voir Ulhas.
Le fleuve Ulhas est un cours d'eau de l'Inde occidentale situé dans l'état du Maharashtra. S'écoulant vers le nord-ouest, son embouchure en Mer d'Arabie est au nord-est de l'île de Salsette, qui héberge la capitale de l'état du Maharashtra, Bombay.

## Géographie
D'une longueur de 122 km, l'Ulhas tire sa source d'une vallée au nord des collines Rajmachi, qui font partie des Ghats occidentaux. De là, le cours d'eau se dirige vers le nord, puis vers l'ouest lorsqu'il rejoint la rivière Scalpe. Elle termine sa course dans la mer d'Arabie.

### Bassin versant
L'Ulhas possède un bassin versant de 4 637 km2.

## Affluents
- Kamvadi (rd[note 2])
- Waldhuni river (rg)
- Pej
- Barvi (rd)
- Bhivapuri
- Murbari
- Kalu
- Bhasta
- Poshir (rd)
- Shilar

## Hydrologie
Son régime hydrologique est dit pluvial tropical à moussons.

## Galerie

Ulhas River at Kondhana village in Raigad district
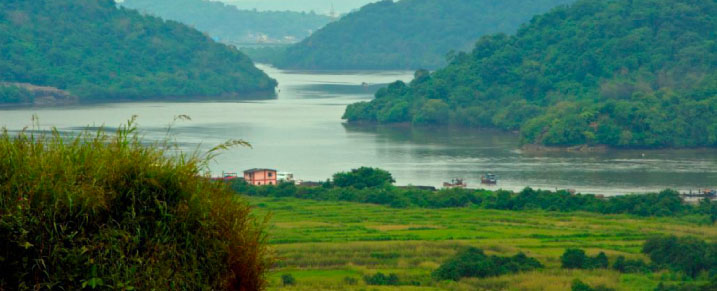
The Ulhas River, as seen from Ghodbunder
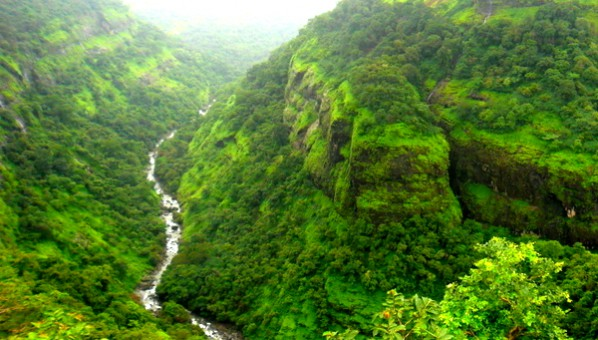
Vallée de l'Uhlas
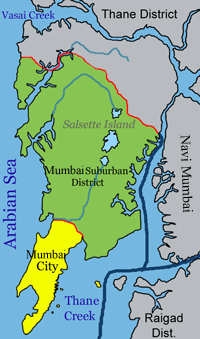
Carte de Bombay ou Mumbay